# Живодраг Живковић
Живодраг Живковић (Рамаћа, Крагујевац, 1937 – Рамаћа, 2002) био је српски песник, есејист и прозни писац.

## Биографија
После основног и средњег образовања, завршио је српски језик и књижевност на вишој педагошкој школи. Највећи део свог радног века провео је у Зеници као просветни радник у Основној школи „1. мај“, у којој је водио литерарну секцију „Рашко Димитријевић“ где је приредио и објавио пет зборника дечје поезије и њима тада освојио многа државна признања и награде. 
Када је у Босни и Херцеговини почео рат, деведесетих година прошлог века, враћа се у Крагујевац, у коме живи све до смрти. Сахрањен је у родној Рамаћи о којој је оставио незаборавне стихове у песми „Офелија из рамаћске цркве“.
У Напуљу, у Италији, 1983. године објавио је књигу песама напоредо на италијанском и српском језику, у преводу песника и преводиоца Ђакома Скотија.

## Књиге
- Мит о води, Часопис Уствари, Шабац, 1996,
- Милости и изгнанства, Багдала, Крушевац, 1970,
- Беше ли време, Светлост, Крагујевац, 1971,
- Ониричка певања, Глас, Бањалука, 1978,
- Рамаћски висови, Епоха, Београд, 1980,
- Божанске заточенице, КПЗ Пожаревац - Браничево, Пожаревац, 1980,
- Il ribelle della chiesa di Ramaća / Бунтовник из Рамаћске цркве, напоредни текст на италијанском и српском, Напуљ, 1983,
- Реза и јек, Слово, Краљево, 1990,
- Медузина коса, Крагујевац 1997,
- Сутонски сонети, Нова светлост, Крагујевац, 1998,
- Изабране и нове песме, Јефимија, Крагујевац, 2001,
- Боја окрутности, кратке приче, Нова светлост, Крагујевац, 2002,
- Лабораторија / Скаредни врт, Нова светлост, Крагујевац, 2003,